# آدم سالدانا
آدم سالدانا (بالإنجليزية: Adam Saldana)‏ هو لاعب كرة قدم أمريكي في مركز الوسط، ولد في 7 فبراير 2002 في Panorama City, Los Angeles ‏ في الولايات المتحدة. لعب مع لوس انجلوس غالاكسي 2.

## وصلات خارجية
- آدم سالدانا على موقع الدوري الأمريكي (الإنجليزية)
- آدم سالدانا على موقع قاعدة بيانات كرة القدم.إي يو (الإنجليزية)
- آدم سالدانا على موقع Soccerway.com (الإنجليزية)